# Macate (distrito de Moçambique)
Macate é um distrito situado no centro da província de Manica, em Moçambique. Tem limite, a norte com a cidade do Chimoio e o distrito de Gondola (também a leste), a oeste com o distrito de Vanduzi e a sul com o distrito de Sussundenga.  A sede do distrito é a vila de Chissassa.

## História
O distrito foi criado com a elevação do posto administrativo de Macate a distrito em 2013, a que se juntou o posto administrativo de Zembe, ambos pertencentes ao distrito de Gondola. Quando o distrito foi criado, a sua sede era Macate-Sede,  mas foi transferida em 2020 para Chissassa, devido às melhores condições físicas desta povoação.

## Demografia
De acordo com os resultados do Censo de 2017, o distrito tinha 84 429 habitantes numa área de 1 550 km², o que resulta numa densidade populacional de 54,5 habitantes por km². A projecção da população para 2019 foi de 92 059 habitantes.

## Divisão administrativa
O distrito está dividido em dois postos administrativos: Macate e Zembe, compostos pelas seguintes localidades:
- Posto Administrativo de Macate: 
  - Chissassa
  - Macate
  - Maconha
  - Marera
- Posto Administrativo de Zembe: 
  - Boavista
  - Charonga